# Bryoerythrophyllum alpigenum
Bryoerythrophyllum alpigenum là một loài Rêu trong họ Pottiaceae. Loài này được (Vent.) P.C. Chen mô tả khoa học đầu tiên năm 1941.